# ديفيد لوي (لاعب كرة قدم)
ديفيد لوي (بالإنجليزية: David Lowe)‏ (30 أغسطس 1965 في المملكة المتحدة - ) هو مدرب كرة قدم ولاعب كرة قدم بريطاني في مركز جناح ‏. شارك مع منتخب إنجلترا تحت 21 سنة لكرة القدم. أما مع النوادي، فقد لعب مع إيبسويتش تاون وبورت فايل وروشدين ودايموندز وليستر سيتي ونادي ريكسهام وويغان أتلتيك.

## وصلات خارجية
- ديفيد لوي على موقع قاعدة بيانات كرة القدم.إي يو (الإنجليزية)
- ديفيد لوي على موقع Soccerbase.com (لاعب) (الإنجليزية)
- ديفيد لوي على موقع عالم كرة القدم.نت (الإنجليزية)